# Nymphon perlucidum
Nymphon perlucidum är en havsspindelart som beskrevs av Hoek, P.P.C. 1881. Nymphon perlucidum ingår i släktet Nymphon och familjen Nymphonidae. Inga underarter finns listade i Catalogue of Life.